# MIRAGE (MELLのアルバム)
『MIRAGE』（ミラージュ）は、MELLの2作目のオリジナルアルバム。2010年10月27日にジェネオン・ユニバーサル・エンターテイメントジャパンから発売された。
I'veに所属する歌手の一人であるMELLのメジャー2作目のオリジナルアルバムであり、前作『MELLSCOPE』からは2年2ヶ月ぶりとなる。当初は9月29日に発売が予定されていたが、製作に遅延が生じ10月27日に延期となった。作詞は全てMELL自身が担当し、作曲はI'veの高瀬一矢、中沢伴行、C.G mix、井内舞子の他に、ゲストクリエイターとして元SOFT BALLETの森岡賢が参加している。前作では未収録だったメジャー2ndシングルの表題曲「Proof」や、I'veのインディーズ時代に作曲された楽曲「砂漠の雪」も再収録されている。初回限定盤には、今作に収録されている「mirage」のPVを収録したDVDが同梱されている。

## 収録曲
※ 全作詞：MELL
1. mirage [5:27]
作曲・編曲：高瀬一矢
2. KILL [4:58]
作曲・編曲：高瀬一矢
  - 4thシングル
  - 映画『斬 〜KILL〜』主題歌
3. Princess bloom [4:51]
作曲・編曲：森岡賢
4. Fascination [4:58]
作曲：中沢伴行、編曲：中沢伴行・尾崎武士
5. FIXER [4:55]
作曲・編曲：高瀬一矢
6. 砂漠の雪 [5:54]
作曲・編曲：C.G mix
  - I'veのインディーズアルバム『diRTY GiFT』収録曲
7. Proof [5:30]
作曲・編曲：高瀬一矢
  - 2ndシングルの両A面曲
  - テレビアニメ『ハヤテのごとく!』第1クールエンディングテーマ
8. Teleportation guy [5:53]
作曲・編曲：森岡賢
  - パチスロ『BLACK LAGOON』及びパチンコ『CR BLACK LAGOON2』収録曲
9. Love illusion [5:01]
作曲：C.G mix、編曲：C.G mix・尾崎武士
10. Infection [4:24]
英訳：seven-lon、作曲・編曲：井内舞子
  - テレビアニメ『学園黙示録 HIGHSCHOOL OF THE DEAD』第7話挿入歌

全英詞となっているが、歌詞の一節だけ日本語となっている。
11. RIDEBACK [4:39]
作曲・編曲：高瀬一矢
  - 5thシングル
  - テレビアニメ『RIDEBACK』オープニングテーマ
12. MY PRECIOUS [7:46]
作曲・編曲：森岡賢
13. Red fraction -IO drive mix- [5:00]
作曲・編曲：高瀬一矢
  - OVA『BLACK LAGOON Roberta's Blood Trail』オープニングテーマ